# Löwensköldska ringen
Löwensköldska ringen är första delen i en romantrilogi av Selma Lagerlöf. Även hela sviten kallas Löwensköldska ringen; de övriga delarna heter Charlotte Löwensköld respektive Anna Svärd, efter viktiga personer i romanserien. Boken är utgiven 1925.
Den spöklika historien utspelar sig i trakterna kring Karlstad. Familjens namn är taget efter släkten Löwenhielm, men Lagerlöf kallade boken och personerna först Löwenborg, ett namn som vid tiden ofta förekom i tidningarna. Eftersom det fanns personer ur släkten Löwenborg vid liv, ändrade dock förlaget namnet till Löwensköld.

## Handling
Handlingen börjar med en betraktelse över general Bengt Löwensköld på Hedeby. Stor vikt ligger vid den guldring han fått av Karl den tolfte. Ringen var generalens dyrbaraste ägodel, och när han avlider begravs han även med den. Några månader senare öppnas familjegraven för att begrava en nyligen avliden sondotter till generalen, och under natten passar bonden Bård Bårdsson och hans hustru på att öppna generalens kista och stjäla ringen. De hemsöks sedan av olyckor som driver hela familjen i fattigdom och ut i ödemarken till ett fäbodtorp.
På sin dödsbädd biktar sig Bård för Hedebyprosten och ger honom ringen, men Bårds son Ingilbert hör detta och försöker mörda prosten på hemvägen. Prosten undkommer men förlorar ringen, och slår sedan larm på Hedeby om vad som hänt. Generalens son, ryttmästare Löwensköld, drar hämndlystet samman en stridstrupp för att jaga rätt på Ingilbert. I skogen möter de bröderna Ivarsson med sin fosterson Paul, som bär den döde Ingilbert på en bår. De tre männen berättar att de mötte Ingilbert och att han i förskräckelse snubblat och slagit sig så illa att han genast avled. 
Ringen är dock borta och de tre männen vill inte kännas vid att de sett den. Ryttmästarens hämndlystnad driver honom då till att få de oskyldiga männen arresterade och avrättade. 
Trettio år senare lever Erik Ivarssons dotter Marit, Pauls fästmö, ensam och ännu bitter över det brott som Löwensköldarna begick mot henne. När hon av en händelse hittar generalens ring insydd i Ingilberts luva ser hon sin chans till hämnd. Hon syr in den i pojken Adrian Löwenskölds mössa och han tar då med sig generalens förbannelse hem. Hedeby börjar hemsökas av generalens spöke. 
Några år senare kommer jungfru Malvina Spaak till Hedeby för att arbeta som husföreståndarinna. Hon är livrädd för spöken men upptäcker snart att generalens ande verkar vara vänligt sinnad mot henne. Hon blir även förälskad i den nu vuxne Adrian, som anförtror åt henne att han hoppas kunna befria sin anfader och ge honom ro. Men när Adrian en natt möter generalen blir han så skrämd att han faller i koma. Malvina vänder sig desperat till Marit för att få hjälp, men möts först av total vägran. Marit mjuknar dock när hon inser att Malvina älskar Adrian, och inser då att hon inte kan utsätta en annan ung flicka för samma smärta som hon själv genomled. Marit får Malvina att leta fram Adrians gamla luva och visar henne ringen.
På kyrkogården lyckas Malvina genom ett hål i marken skjuta ner ringen i gravkummeln, och när hon återvänder till Hedeby möts hon av beskedet att Adrian har vaknat. Av tacksamhet för hennes hjälp låter han henne vara en av de första som får veta att han är förlovad.
Handlingen fortsätter i Charlotte Löwensköld och Anna Svärd. I den senare avslöjas det att Marit, i vredesmod över att Löwensköldarna ännu en gång svikit en ung, fattig kvinna, uttalat en förbannelse över hela släkten - precis som Marit förlorade tre av de sina, ska tre Löwensköldare dö en våldsam död.